# Atelier des médias
 (janvier 2021).
L'Atelier des médias est une émission hebdomadaire de Radio France internationale (RFI) diffusée le samedi, et qui traite du rôle et de l'évolution des médias, notamment numériques. 

## Historique
Créée en 2007 par Philippe Couve, l'émission a été animée par Simon Decreuze et Ziad Maalouf,, puis par Julien Le Bot en 2016 et 2017, puis reprise par Steven Jambot en 2019. 
L'Atelier des médias a été élu (en 2013) meilleur programme de radio 2.0 dans le cadre de la journée consacrée à la radio dans le monde numérique.

## Mondoblog
L'Atelier des médias est à l'origine du projet Mondoblog, qui fait la promotion de près de 600 blogueurs francophones dans 70 pays.